# كليموف أر.دي-33
الكليموف أر.دي-33 هو محرك نفاث سوفييتي من تصميم وإنتاج شركة كليموف لإنتاج المحركات النفاثة. صمم ليستخدم في المقاتلة الحربية ميج-29 واستخدمت عدة محركات مطورة منه للطائرات المشتقة من الميج-29 مثل الميج-29 إم، الميج-29 إس.إم.تي، الميج-29 كيه وأخيرا الميج-35. أيضا استخدمت أحد طرازات المحرك في الطائرة الصينية-الباكستانية جيه.إف-17 ثاندر «أر.دي-93».
يستطيع الأر.دي-33 تحقيق 8000-9000 كيلو غرام ثقلي وهو محرك تربين مروحي مزود بحارق خلفي.

## الطرازات المختلفة

### RD-33
الطراز الأول الأساسي، صمم للميج-29 ودار لأول مرة عام 1985.

### RD-33B/NB
طراز بدون حارق خلفي صمم ليستخدم في أنواع مختلفة من الطائرات.

### RD-93
طراز صمم ليستخدم في الطائرة جيه.إف-17 ثاندر (تھنڈر).

### SMR-95
صمم هذا الطراز لتطوير محركات مقاتلات الجيل الثاني والثالث. حيث تم تعديل مكان علبة السرعات لتصبح تحت المحرك. نجح هذا المحرك في الاختبارات على الطائرة سوبر ميراج إف-1 وحققت الطائرة تحسنا ملحوظا في الأداء والفعالية القتالية.

### RD-33 الجيل 3
طراز معدل ذو عمر أطول استخدم في الطرازات الأخيرة من الميج-29 وفي الطرازات المطورة منها مثل الميج-29 إم والميج-29 إس.إم.تي.

## قوائم ذات صلة
- قائمة محركات الطائرات